# Конгруэнция
Конгруэнцией в общей алгебре называют отношение эквивалентности на алгебраической структуре (такой как группа, кольцо или векторное пространство), согласующееся с алгебраическими операциями, определёнными на указанной структуре. Согласованность означает, что выполнение операций над эквивалентными (относительно конгруэнции) элементами структуры даст также эквивалентные элементы. Понятие играет важную роль в универсальной алгебре: всякая конгруэнция порождает соответствующую фактор-структуру со сходными операциями, носителем которой будет фактормножество, чьи элементы — классы эквивалентности исходной структуры по отношению к конгруэнции.
Основным примером конгруэнции является отношение сравнимости по модулю на множестве целых чисел. При заданном натуральном n (называемом модулем) говорят, что два целых числа a и b сравнимы по модулю n, если разность a – b делится на n или, что равносильно, a и b дают при делении на n равные остатки. Если числа a и b сравнимы по некоторому модулю n это обозначается a ≡ b (mod n). Например, числа 37 и 57 сравнимы по модулю 10 (37 ≡ 57 (mod 10)), поскольку 37 – 57 = −20 делится на 10 (это эквивалентно тому, что 37 и 57 дают при делении на 10 один и тот же остаток 7). Свойства сравнимости по модулю показывают, что, во-первых, сравнимость — отношение эквивалентности, и, во-вторых, что оно согласовано как со сложением так и с умножением целых чисел: если a1 ≡ b1 (mod n) и a2 ≡ b2 (mod n), то a1 + a2 ≡ b1 + b2 (mod n) и a1 · a2 ≡ b1 · b2 (mod n) для любых целых a1 , a2 , b1 , b2. Это значит, что над соответствующими классами эквивалентности — классами вычетов (по модулю n) — также выполнимы операции сложения и умножения, составляющие так называемую модульную арифметику: [a]n + [b]n = [a + b]n , [a]n · [b]n = [a · b]n ([x]n — класс целых чисел, сравнимых с числом x по модулю n). С точки зрения абстрактной алгебры это будет звучать так: сравнимость по модулю n есть конгруэнция на кольце целых чисел {\displaystyle \mathbb {Z} }, порождающая фактор-кольцо {\displaystyle \mathbb {Z} {\mathord {/}}n\mathbb {Z} } — конечное кольцо вычетов по модулю n, — на котором выполняются операции модульной арифметики.

## Определение
Отношение {\displaystyle \theta (x_{1},\ldots ,x_{m})} на множестве {\displaystyle A} называется стабильным относительно {\displaystyle n}-арной операции {\displaystyle f}, определённой на этом множестве, если для любых элементов {\displaystyle a_{i1},\ldots ,a_{im}} ({\displaystyle i=1,\ldots ,n}) множества {\displaystyle A} из истинности отношений {\displaystyle \theta (a_{i1},\ldots ,a_{im})} ({\displaystyle i=1,\ldots ,n}) вытекает истинность отношения {\displaystyle \theta (f(a_{11},\ldots ,a_{n1}),\ldots ,f(a_{1m},\ldots ,a_{nm}))}.
Отношение {\displaystyle \theta } называется конгруэнцией на алгебраической системе {\displaystyle {\mathfrak {A}}}, если оно стабильно относительно каждой главной операции системы {\displaystyle {\mathfrak {A}}}. (При таком определении понятие конгруэнции не зависит от основных отношений системы {\displaystyle {\mathfrak {A}}}.)

## Факторсистема
Для алгебраической системы {\displaystyle {\mathfrak {A}}=(A,{\mathit {\Phi }},{\mathit {\mathrm {P} }})} на фактормножестве {\displaystyle A/\theta } по конгруэнции {\displaystyle \theta \subseteq A^{2}} для всех операций {\displaystyle f_{i}\in {\mathit {\Phi }}} и отношений {\displaystyle r_{i}\in {\mathit {\mathrm {P} }}} естественным образом вводятся операции и отношения над соответствующими классами смежности:
{\displaystyle f_{i}^{\star }([a_{1}]_{\theta },\dots ,[a_{n}]_{\theta })=[f_{i}(a_{1},\dots ,a_{n})]_{\theta }},
{\displaystyle r_{i}^{\star }([a_{1}]_{\theta },\dots ,[a_{m}]_{\theta })\Leftrightarrow \exists (b_{1}\in [a_{1}]_{\theta },\dots ,b_{m}\in [a_{m}]_{\theta })r_{i}(b_{1},\dots ,b_{m})}.
Получающаяся система обозначается {\displaystyle {\mathfrak {A}}/\theta } и называется факторсистемой, а отображение {\displaystyle h_{\theta }\colon {\mathfrak {A}}\to {\mathfrak {A}}/\theta }, определяемое правилом {\displaystyle h_{\theta }(a)=[a]_{\theta }} — каноническим эпиморфизмом.
Множество всех конгруэнций данной системы {\displaystyle \mathrm {Con} ({\mathfrak {A}})} образует полную решётку относительно операций объединения и пересечения, а также задает отношение включения:
{\displaystyle \theta _{1}\leqslant \theta _{2}\Leftrightarrow \forall a,b\in A\,a\,\theta _{1}\,b\to a\,\theta _{2}\,b}.
Для любого набора конгруэнций заданной алгебраической системы {\displaystyle \{\theta _{i},i\in I\}\subseteq \mathrm {Con} ({\mathfrak {A}})} имеет место следующий результат (теорема Ремака): факторсистема по пересечению набора конгруэнций вкладывается в прямое произведение факторсистем по каждой из конгруэнций набора:
{\displaystyle {\mathcal {A}}/\bigcap _{i\in I}{\theta _{i}}\hookrightarrow \prod _{i\in I}{{\mathfrak {A}}/\theta _{i}}}.